# Keith Jarrett
Keith Jarrett (Allentown, Pennsilvània, 8 de maig de 1945) és un pianista multi-instrumentista i compositor estatunidenc.
Pianista prodigi, als 17 anys oferia concerts de dues hores amb material propi, va debutar amb els Jazz Messengers d'Art Blakey i ràpidament va entrar a formar part del quartet de Charles Lloyd, grup punter en el panorama jazzístic de finals dels anys seixanta. Posteriorment, en la que seria una col·laboració curta, va formar part del grup de Miles Davis participant a l'enregistrament de Live / Evil (1970) i, molt puntualment, en alguna sessió de Jack Johnson. Renunciant explícitament als instruments elèctrics, a partir de l'àlbum Facing you (1971, piano sol), la seva carrera estarà íntimament lligada a la discogràfica alemanya ECM, de la qual serà tot un símbol fins a dia d'avui, abarcant tot tipus de gèneres musicals, des de l'anomenada música clàssica, la música "ethno" (Spirits, 1985), l'avant-garde (Belonging, 1974) fins al ja llegendari Standards Trio (junt amb Gary Peacock i Jack DeJohnette) per esmentar-ne uns quants. L'any 1974 estrena l'obra 3/4 per a piano i orquestra de la compositora i pianista Carla Bley.

Pel que fa a l'èxit comercial, el 2008 el seu àlbum The Köln Concert (1975) és el més venut en la historia del jazz en l'apartat de piano sol, i l'àlbum de piano més venut de tots els temps, amb vendes que superen els 3.5 milions de còpies.

## Joventut
Jarrett va créixer amb una exposició significativa a la música i, dotat d'oïda absoluta, de petit ja va mostrar un talent prodigiós. Va fer el primer concert en públic a l'edat de sis anys, i el va acabar amb dues composicions d'ell mateix. En la seva adolescència va estudiar jazz i el seu talent com a pianista va créixer, fins a convertir-se en un nen prodigi. Va rebre una oferta per estudiar composició amb la llegendària Nadia Boulanger a París, però fou amablement refusada per Jarrett i la seva mare. El seu germà més jove, Chris Jarrett, és també pianista i el seu altre germà Scott Jarrett és productor i compositor. En aquests primers anys, va desenvolupar un fort interès pel jazz contemporani: recorda un espectacle de Dave Brubeck com a primera inspiració.
Després de la seva graduació a l'institut, es va traslladar a Boston, Massachusetts, on va estudiar a la Berklee College of Music. Més tard se'n va anar a Nova York, on va tocar al famós club de jazz Village Vanguard. Art Blakey el va contractar per tocar amb la seva banda Jazz Messengers, i posteriorment va esdevenir membre del Charles Lloyd Quartet (un grup que incloïa Jack DeJohnette, un company musical assidu durant la carrera de Jarrett). L'àlbum Forest Flower del quartet de Lloyd del 1966 fou un dels enregistraments de jazz més reeixits dels últims anys 1960.
Jarrett també va començar a enregistrar com a líder d'un trio amb Charlie Haden i Paul Motian. El primer àlbum de Jarrett com a líder, Life Between The Exit Signs (1967), va aparèixer amb el segell Vortex, i fou seguit per Restoration Ruin (1968), probablement l'enregistrament més estrany del catàleg de Jarrett: hi toca el piano i tots els altres instruments que es necessiten per un àlbum de rock folklòric, i fins i tot hi canta. Aquell mateix va sortir un altre àlbum del trio, enregistrat per Atlantic Records i anomenat Somewhere Before.

## Miles Davis
El quartet de Lloyd es va dissoldre, i Miles Davis el va cridar per integrar-se al seu grup. Durant aquest període, Jarrett va tocar tant l'orgue electrònic com el piano elèctric Fender Rhodes, alternant amb Chick Corea; amb la marxa de Corea, sovint va tocar els dos instruments alhora. Malgrat que no li desagrada tocar instruments de música elèctrics amplificats, es va quedar al grup pel seu respecte per Davis i el seu desig de treballar una altra vegada amb DeJohnette. Jarrett es pot sentir a quatre dels àlbums de Davis, Miles Davis at Fillmore: Live at the Fillmore East, The Cellar Door Sessions (enregistrat entre el 6 i el 9 de desembre de 1970 a un club de Washington, DC) i Live-Evil, que es componia en gran part d'enregistraments de Cellar Door. Les sessions esteses d'aquests enregistraments es poden sentir a The Complete Cellar Door Sessions.

## Quartets dels anys 70
Des de 1971 a 1976, Jarrett va incorporar el saxofonista Dewey Redman al trio existent amb Haden i Motian. L'"American Quartet" era sovint complementat amb un percussionista extra, com Danny Johnson, Guilherme Franco, o Airto Moreira, i ocasionalment pel guitarrista Sam Brown. Els membres tocaven diversos instruments: Jarrett sovint el saxòfon soprano i percussió així com el piano, Redman la musette (un instrument de canya doble xinès) i Motian i Haden una varietat d'instruments de percussió. Haden també produïa una varietat de sons inusuals amb el seu baix acústic, fins i tot executant-lo a través d'un pedal de wah-wah en el tema Mortgage On My Soul, a l'àlbum Bird. El grup va enregistrar per a Atlantic Records, Columbia Records, Impulse! Records i ECM.
Els enregistraments del grup inclouen: 
- Birth, El Juicio and The Mourning of a Star (tots el 1971), enregistrat a les mateixes sessions, encara que Redman no apareix en l'últim; aquests àlbums eren publicats per Rècords Atlàntics.
- Expectations (1972), és l'únic àlbum de Jarrett per a Columbia, una sessió ambiciosa, que inclou la guitarra de Sam Brown així com arranjaments de corda i metall
- Fort Yawuh (1973), enregistrat en viu al Village Vanguard a Nova York; el seu primer àlbum amb Impulse! Records
- Backhand (1974)
- Treasure Island (1974)
- Death and the Flower (1974)
- Shades (1975)
- Mysteries (1975)
- Eyes of the Heart (1976), un enregistrament en viu originalment llençat com un LP de cares, amb la quarta cara que conté solcs en blanc.
- The Survivor's Suite (1976)
- Byablue (1976)
- Bop-Be (1977)

Els dos últims àlbums, els dos enregistraven per a Impulse!, presenten principalment les composicions dels altres membres de banda, al contrari dels àlbums previs, que són de Jarrett.
Les composicions de Jarrett i les fortes identitats musicals dels membres de grup donaven un so molt distintiu a aquest grup. La música del grup era una amalgama interessant i emocionant de jazz lliure, així com post-bop, gospel, i improvisacions exòtiques.
Entre la meitat i el final del 1970, Jarrett va dirigir un "Quartet Europeu" amb el qual va enregistrar per l'ECM. A més de Jarrett el formaven el saxofonista Jan Garbarek, el baixista Palle Danielsson, i el bateria Jon Christensen. Aquest conjunt va tocar amb un estil similar al del quartet americà, però amb moltes de les avantguardes i els elements americans substituïts pel folklore europeu que caracteritza l'obra dels artistes de l'ECM en el moment.
Jarrett es va involucrar en una disputa legal després de la publicació de l'àlbum Gaucho el 1980 per la banda estatunidenca de rock Steely Dan. La pista que dona títol a l'àlbum, acreditat a Donald Fagen i Walter Becker, tenia una semblança innegable al tema de Jarrett Long As You Know You're Living Yours, de l'àlbum Belonging. Quan un entrevistador de la revista Musician va assenyalar la similitud, Becker va admetre que li agradava la composició de Jarrett i Fagen va dir que havien estat influenciats per ell. Després que els seus comentaris fossin publicats, Jarrett els va demandar, i Becker i Fagen es van veure obligats a afegir el seu nom als crèdits i incloure Jarrett en els drets d'autor.

## Solista de piano
El primer àlbum de Jarrett per ECM, Facing You (1971), va ser un piano solo gravat en l'estudi. Va seguir gravant discos com a solista de piano a l'estudi de manera intermitent al llarg de la seva carrera, inclòs Staircase (1976), The Moth and the Flame (1981), i The Melody at Night, With You (1999). Book of Ways (1986) són solos de clavicordi gravats en un estudi. Els àlbums d'estudi són moderadament reeixits i el 1973, Jarrett també va començar a tocar concerts en solitari totalment improvisats, que el convertiren en un dels millors artistes de jazz de la història. Alguns dels àlbums d'aquests concerts són The Köln Concert (1975), que es va convertir en l'enregistrament de piano més venut de la història, i Sun Bear Concerts (1976), un conjunt de 10 LP (i més tard de 6 CD).
L'actuació en solitari número 100 de Jarrett al Japó va ser gravada en vídeo al Suntory Hall de Tòquio el 14 d'abril de 1987, i publicada el mateix any. L'enregistrament va ser titulat Solo Tribute. Es tracta d'un conjunt de gairebé totes les cançons estàndard. Una altra gravació de vídeo, titulada Last Solo, va ser publicat el 1987 d'un concert com a solista en viu a Kan-i Hoken Hall, Tòquio, Japó, enregistrat el 25 de gener de 1984. Ambdós, Solo Tribute i Last Solo, es van tornar a publicar en un DVD el 2002. En un altre dels seus concerts en solitari de Jarrett, Dark Intervals (1987, Tòquio), sona menys com una improvisació de forma lliure a causa de la brevetat de les peces, però és un conjunt de composicions curtes totalment improvisades.
A finals de 1990, Jarrett va ser diagnosticat amb la síndrome de fatiga crònica (SFC) i no va poder sortir de casa durant llargs períodes. Va ser durant aquest període que va gravar The Melody at Night, With You, un piano solo compost per estàndards de jazz que presenta molt poca de la reinterpretació que normalment empra. L'àlbum fou un regal de Nadal per la seva segona esposa, Rose Anne.
El 2000, Jarrett va tornar a viatjar, tant en solitari com amb l'Standards Trio. Els primers concerts de Jarrett com a solista després de la seva malaltia van ser dos solos del 2002 al Japó, publicats en el CD de 2005 Radiance (un concert complet a Osaka, i extractes d'un en Tòquio), i un DVD el 2006 Tokyo Solo (amb l'actuació completa de Tòquio). A diferència de concerts anteriors (que van ser en general un parell d'improvisacions contínues 30-40 minuts de durada), els concerts de 2002 consisteixen en una sèrie encadenada de curtes improvisacions (algunes tan curtes com un minut i mig, algunes de quinze o vint minuts).
Al setembre de 2005, al Carnegie Hall, Jarrett va realitzar el seu primer concert en solitari als Estats Units en més de deu anys, i que va donar a conèixer un any més tard en un doble CD (The Carnegie Hall Concert).
El 26 de novembre de 2008, va actuar en solitari a la Salle Pleyel de París, i pocs dies després, l'1 de desembre, al Royal Festival Hall de Londres, la primera vegada que Jarrett va tocar com a solista a Londres en disset anys. Aquests concerts van ser publicats l'octubre de 2009 en l'àlbum de Paris / London: Testament.

## The Standards Trio
El 1983, a proposta del cap d'ECM, Eicher Manfred, Jarrett va demanar al baixista Gary Peacock i al bateria Jack DeJohnette, amb qui havia treballat en l'àlbum de Peacock Tales of Another, per gravar un àlbum de standards de jazz, titulat simplement Standards, Volume 1. Dos àlbums més, Standards, Volume 1 i Changes, tots dos gravats en la mateixa sessió, el seguiren poc després. L'èxit d'aquests discos i la gira que va seguir el grup, va portar a aquest nou trio a convertir-se en un dels principals grups en el terreny del jazz, i sens dubte un dels més duradors, amb més de vint anys gravant i fent gires.
El trio va gravar nombrosos discs en viu i d'estudi que consistia principalment de material de jazz de repertori. També va produir gravacions amb material original, sobretot Changeless (1987). Diversos discos contenen un tema o dos originals, alguns atribuïts a Jarrett, però la majoria són improvisacions del grup. Els enregistraments en viu Inside Out i Always Let Me Go (ambdós publicats el 2001) va marcar un renovat interès del trio pel free jazz totalment improvisat. En aquest moment de la seva història, la comunicació musical entre aquests tres homes s'havia convertit en ni més ni menys que telepàtica, i les seves improvisacions sovint adquireixen una complexitat que sona gairebé composta. The Standards Trio realitza freqüents gires mundials en sales de concert, els únics llocs on Jarrett, un purista notori per l'acústica, tocarà en aquells dies.
Un enregistrament relacionat, At the Deer Head Inn (1992), és un àlbum en directe gravat amb Paul Motian, que va substituir DeJohnette, a Delaware Water Gap, Pennsilvània, a 40 milles de la ciutat natal de Jarrett, on va tenir el seu primer treball com a pianista de jazz. Era la primera vegada Jarrett i Motian tocaven junts des de la desaparició del quartet nord-americà setze anys abans.

## La música clàssica
Des de la dècada de 1970, l'èxit de Jarrett com a músic de jazz li ha permès mantenir una carrera paral·lela com a compositor i pianista clàssic, que va registrar gairebé exclusivament per al segell ECM.
In The Light, un disc del 1973, es compon de peces curtes per a piano, cordes, i diversos conjunts de cambra, incloent un quartet de corda i un quintet de metalls, i una peça per violoncels i trombons. Aquesta col·lecció demostra l'afinitat d'un jove compositor d'una varietat d'estils clàssics, amb diversos graus d'èxit.

## Discografia
La taula següent mostra els àlbums originals de Keith Jarrett com a líder i posteriorment aquells en els quals ha exercit com a acompanyant.

### Com a líder o colíder
| Data | Album                              | Notes                                                                              | Segell            |
| ---- | ---------------------------------- | ---------------------------------------------------------------------------------- | ----------------- |
| 1967 | Life Between the Exit Signs        | Trio amb Charlie Haden i Paul Motian                                               | Vortex (Atlantic) |
| 1968 | Restoration Ruin                   | Solo amb múltiple instruments                                                      | Vortex (Atlantic) |
| 1968 | Somewhere Before                   | Live - Trio amb Haden i Motian                                                     | Vortex (Atlantic) |
| 1970 | Gary Burton & Keith Jarrett        | Quintet amb vibrafonista Gary Burton                                               | Atlantic          |
| 1971 | Ruta and Daitya                    | Duo amb Jack DeJohnette                                                            | ECM               |
| 1971 | The Mourning of a Star             | Trio amb Haden & Motian                                                            | Atlantic          |
| 1971 | El Juicio (The Judgement)          | American Quartet amb Dewey Redman, Haden & Motian                                  | Atlantic          |
| 1971 | Birth                              | American Quartet (Redman, Haden & Motian)                                          | Atlantic          |
| 1971 | Expectations                       | American Quartet (Redman, Haden & Motian) més Sam Brown i Airto Moreira            | Columbia          |
| 1971 | Facing You                         | Solo Piano                                                                         | ECM               |
| 1973 | Fort Yawuh                         | Live - American Quartet (Redman, Haden, Motian) i Danny Johnson                    | Impulse!          |
| 1973 | In the Light                       | Amb Willi Freivogel, Ralph Towner i Orchestra                                      | ECM               |
| 1973 | Solo Concerts: Bremen/Lausanne     | Live - Solo Piano                                                                  | ECM               |
| 1974 | Treasure Island                    | American Quartet (Redman, Haden, Motian) and Danny Johnson plus Sam Brown          | Impulse!          |
| 1974 | Belonging                          | European Quartet with Jan Garbarek, Palle Danielsson, and Jon Christensen          | ECM               |
| 1974 | Luminessence                       | Composed by Jarrett for String Orchestra with saxophone improvisations by Garbarek | ECM               |
| 1974 | Death and the Flower               | American Quartet (Redman, Haden, Motian) and Guilherme Franco                      | Impulse!          |
| 1974 | Backhand                           | American Quartet (Redman, Haden, Motian) and Franco                                | Milestone         |
| 1975 | The Köln Concert                   | Live - Solo Piano                                                                  | ECM               |
| 1975 | Mysteries                          | American Quartet (Redman, Haden, Motian) and Franco                                | Impulse!          |
| 1975 | Arbour Zena                        | With Garbarek, Haden and orchestra conducted by Mladen Gutesha                     | ECM               |
| 1975 | Shades                             | American Quartet (Redman, Haden, Motian) and Franco                                | Impulse!          |
| 1976 | The Survivors' Suite               | American Quartet (Redman, Haden, Motian)                                           | ECM               |
| 1976 | Staircase                          | Solo Piano                                                                         | ECM               |
| 1976 | Eyes of the Heart                  | Live - American Quartet (Redman, Haden, Motian)                                    | ECM               |
| 1976 | Hymns/Spheres                      | Solo Organ                                                                         | ECM               |
| 1976 | Sun Bear Concerts                  | Live - Solo Piano                                                                  | ECM               |
| 1977 | Byablue                            | American Quartet (Redman, Haden, Motian)                                           | Impulse!          |
| 1977 | Bop-Be                             | American Quartet (Redman, Haden, Motian)                                           | Impulse!          |
| 1977 | Ritual                             | Composed by Jarrett and performed by pianist Dennis Russell Davies                 | ECM               |
| 1977 | My Song                            | European Quartet (Garbarek, Danielsson & Christensen)                              | ECM               |
| 1979 | Personal Mountains                 | Live - European Quartet (Garbarek, Danielsson & Christensen)                       | ECM               |
| 1979 | Nude Ants                          | Live - European Quartet (Garbarek, Danielsson & Christensen)                       | ECM               |
| 1979 | Invocations/The Moth And The Flame | Solo Piano, Organ, Voice & Soprano Saxophone                                       | ECM               |
| 1980 | G.I. Gurdjieff: Sacred Hymns       | Solo Piano                                                                         | ECM               |
| 1980 | The Celestial Hawk                 | Live - with Orchestra conducted by Christopher Keene                               | ECM               |
| 1981 | Concerts                           | Live - Solo Piano                                                                  | ECM               |
| 1983 | Standards, Vol. 1                  | Standards Trio with Gary Peacock & Jack DeJohnette                                 | ECM               |
| 1983 | Standards, Vol. 2                  | Standards Trio (Peacock & DeJohnette)                                              | ECM               |
| 1983 | Changes                            | Standards Trio (Peacock & DeJohnette)                                              | ECM               |
| 1985 | Spirits 1 & 2                      | Solo on various instruments                                                        | ECM               |
| 1985 | Standards Live                     | Live - Standards Trio (Peacock & DeJohnette)                                       | ECM               |
| 1986 | Still Live                         | Live - Standards Trio (Peacock & DeJohnette)                                       | ECM               |
| 1986 | Book of Ways                       | Solo Clavichord                                                                    | ECM               |
| 1987 | Dark Intervals                     | Live - Solo Piano                                                                  | ECM               |
| 1987 | Changeless                         | Live - Standards Trio (Peacock & DeJohnette)                                       | ECM               |
| 1988 | Paris Concert                      | Live - Solo Piano                                                                  | ECM               |
| 1989 | Standards in Norway                | Live - Standards Trio (Peacock & DeJohnette)                                       | ECM               |
| 1989 | Tribute                            | Live - Standards Trio (Peacock & DeJohnette)                                       | ECM               |
| 1990 | The Cure                           | Live - Standards Trio (Peacock & DeJohnette)                                       | ECM               |
| 1991 | Vienna Concert                     | Live - Solo Piano                                                                  | ECM               |
| 1991 | Bye Bye Blackbird                  | Standards Trio (Peacock & DeJohnette)                                              | ECM               |
| 1992 | At the Deer Head Inn               | Live - Trio (Peacock & Motian)                                                     | ECM               |
| 1993 | Bridge Of Light                    | With Orchestra conducted by Thomas Crawford                                        | ECM               |
| 1994 | Keith Jarrett at the Blue Note     | Live - Standards Trio (Peacock & DeJohnette)                                       | ECM               |
| 1995 | La Scala                           | Live - Solo Piano                                                                  | ECM               |
| 1996 | Tokyo '96                          | Live - Standards Trio (Peacock & DeJohnette)                                       | ECM               |
| 1998 | The Melody at Night, With You      | Solo Piano                                                                         | ECM               |
| 1999 | Whisper Not                        | Live - Standards Trio (Peacock & DeJohnette)                                       | ECM               |
| 2000 | Inside Out                         | Live - Standards Trio (Peacock & DeJohnette)                                       | ECM               |
| 2001 | Yesterdays                         | Live - Standards Trio (Peacock & DeJohnette)                                       | ECM               |
| 2001 | Always Let Me Go                   | Live - Standards Trio (Peacock & DeJohnette)                                       | ECM               |
| 2001 | My Foolish Heart                   | Live - Standards Trio (Peacock & DeJohnette)                                       | ECM               |
| 2001 | The Out-of-Towners                 | Live - Standards Trio (Peacock & DeJohnette)                                       | ECM               |
| 2002 | Up for It                          | Live - Standards Trio (Peacock & DeJohnette)                                       | ECM               |
| 2002 | Radiance                           | Live - Solo Piano                                                                  | ECM               |
| 2005 | The Carnegie Hall Concert          | Live - Solo Piano                                                                  | ECM               |
| 2007 | Jasmine                            | Duo with Charlie Haden                                                             | ECM               |
| 2008 | Paris / London: Testament          | Live - Solo Piano                                                                  | ECM               |

### piano sol
Tots els àlbums editats per ECM
| Data gravació      | Data edició    | Àlbum                          | Lloc / Estudi / Sala                                                    |
| ------------------ | -------------- | ------------------------------ | ----------------------------------------------------------------------- |
| 1971, Novembre 10  | 1972, Març     | Facing You                     | Arne Bendiksen Studio, Oslo (Norway)                                    |
| 1973, Març 20      | 1973, Novembre | Solo Concerts: Bremen/Lausanne | En concert – Salle de Spectacles d'Epalinges, Lausanne (Suïssa)         |
| 1973, Juliol 12    | 1973, Novembre | Solo Concerts: Bremen/Lausanne | En concert – Kleiner Sendesaal, Bremen (Alemanya)                       |
| 1975, Gener 24     | 1975, Novembre | The Köln Concert               | En concert– Köln Opera, Cologne (Alemanya)                              |
| 1976, Maig         | 1977, Maig     | Staircase                      | Davout Studio, Paris (França)                                           |
| 1976, Novembre 5   | 1978, Gener    | Sun Bear Concerts              | En concert – Kaikan Hall, Kyoto (Japó)                                  |
| 1976, Novembre 8   | 1978, Gener    | Sun Bear Concerts              | En concert – Sankei Hall, Osaka (Japó)                                  |
| 1976, Novembre 12  | 1978, Gener    | Sun Bear Concerts              | En concert – Aichi Auditorium, Nagoya (Japó)                            |
| 1976, Novembre 14  | 1978, Gener    | Sun Bear Concerts              | En concert – Nakano Sun Plaza, Tokyo (Japó)                             |
| 1976, Novembre 18  | 1978, Gener    | Sun Bear Concerts              | En concert – Hokkaido Kosei Nenkin Hall, Sapporo (Japó)                 |
| 1979, Novembre     | 1981, Maig     | The Moth and the Flame         | Tonstudio Bauer, Ludwigsburg (Alemanya)                                 |
| 1980, Març         | 1980, Setembre | G.I. Gurdjieff: Sacred Hymns   | Tonstudio Bauer, Ludwigsburg (Alemanya)                                 |
| 1981, Maig 28      | 1982, Setembre | Concerts                       | En concert – Festspielhaus, Bregenz (Austria)                           |
| 1981, June 2       | 1982, Setembre | Concerts                       | En concert– Herkulessaal der Residenz, Múnic (Alemanya)                 |
| 1987, Abril 11     | 1988, Octubre  | Dark Intervals                 | En concert – Suntory Hall, Tokyo (Japó)                                 |
| 1988, Octubre 17   | 1990, Abril    | Paris Concert                  | En concert – Salle Pleyel, Paris (França)                               |
| 1991, Juliol 13    | 1992, Setembre | Vienna Concert                 | En concert – Vienna Staatsoper, Vienna (Àustria)                        |
| 1995, February 13  | 1997, Maig     | La Scala                       | En concert – Teatro alla Scala, Milano (Itàlia)                         |
| 1996, Octubre 23   | 2016, Novembre | A Multitude of Angels          | En concert – Teatro Comunale, Modena (Itàlia)                           |
| 1996, Octubre 25   | 2016, Novembre | A Multitude of Angels          | En concert – Teatro Comunale, Ferrara (Itàlia)                          |
| 1996, Octubre 28   | 2016, Novembre | A Multitude of Angels          | En concert - Teatro Regio, Torino (Itàlia)                              |
| 1996, Octubre 30   | 2016, Novembre | A Multitude of Angels          | En concert – Teatro Carlo Felice, Genova (Itàlia)                       |
| 1998               | 1999, Octubre  | The Melody at Night, with You  | Cavelight Studio, New Jersey (EUA)                                      |
| 2002, Octubre 27   | 2005, Maig     | Radiance                       | En concert – Osaka Festival Hall, Osaka (Japó)                          |
| 2002, Octubre 30   | 2005, Maig     | Radiance                       | En concert– Metropolitan Festival Hall, Tokyo (Japó)                    |
| 2005, Setembre 26  | 2006, Setembre | The Carnegie Hall Concert      | En concert – Isaac Stern Auditorium, Carnegie Hall, New York City (EUA) |
| 2006, Juliol 19    | 2018, Octubre  | La Fenice                      | En concert – Gran Teatro La Fenice, Venezia (Itàlia); released 2018     |
| 2008, Novembre 26  | 2009, Octubre  | Paris / London: Testament      | En concert – Salle Pleyel, Paris (França)                               |
| 2008, Desembre 1   | 2009, Octubre  | Paris / Londres: Testament     | En concert – Royal Festival Hall, Londres (Gran Bretanya)               |
| 2011, Abril 9      | 2011, Novembre | Rio                            | En concert– Teatro Municipal, Rio de Janeiro (Brasil)                   |
| 2014, Abril-Juliol | 2015, Maig     | Creation                       | En concert - Tokyo, Toronto, Paris, Roma                                |
| 2016, Juliol 16    | 2019, Novembre | Munich 2016                    | En concert – Philharmonie am Gasteig, Múnic (Alemanya)                  |

### Clàssic
| Any de publicació | Àlbum                                                                           | Notes                                                | Segell |
| ----------------- | ------------------------------------------------------------------------------- | ---------------------------------------------------- | ------ |
| 1983              | Arvo Part: Tabula Rasa                                                          | Duo with Gidon Kremer                                | ECM    |
| 1987              | J.S. Bach: Das Wohltemperierte Klavier, Buch I                                  | Solo Piano                                           | ECM    |
| 1989              | J.S. Bach: Goldberg Variations                                                  | Solo Harpsichord                                     | ECM    |
| 1990              | J.S. Bach: Das Wohltemperierte Klavier, Buch II                                 | Solo Harpsichord                                     | ECM    |
| 1991              | Dmitri Shostakovich: 24 Preludes and Fugues Op. 87                              | Solo Piano                                           | ECM    |
| 1991              | J.S. Bach: The French Suites                                                    | Solo Harpsichord                                     | ECM    |
| 1991              | J.S. Bach: 3 Sonaten Fur Viola Da Gamba Und Cembalo                             | Duo with Kim Kashkashian (Jarrett plays Harpsichord) | ECM    |
| 1992              | J. S. Bach: 3 Sonatas with Harpsichord Obbligato. 3 Sonatas with Bassa Continuo | Duo with Michala Petri on recorder                   | RCA    |
| 1993              | G.F. Handel: Suites For Keyboard                                                | Solo Piano                                           | ECM    |
| 1994              | W.A. Mozart: Piano Concertos, Masonic Funeral Music, Symphony In G Minor        | With Orchestra conducted by Dennis Russell Davies    | ECM    |
| 1996              | W.A. Mozart: Piano Concertos, Adagio And Fugue                                  | With Orchestra conducted by Davies                   | ECM    |

### Compilacions
| Any de publicació | Àlbum                                    | Notes | Segell          |
| ----------------- | ---------------------------------------- | --- | --------------- |
| 1980              | Keith Jarrett: Works                     | compilation of Jarret's recordings for the ECM label from 1971-1980                                                       | ECM             |
| 1991              | Foundations: The Keith Jarrett Anthology | 2-CD compilation of early work, from the Jazz Messengers and Charles Lloyd to the trio with Charlie Haden and Paul Motian | Rhino/ Atlantic |
| 1992              | Silence                                  | CD compilation of the àlbums Byablue and Bop-Be with three tracks omitted to fit on a single CD                           | GRP             |
| 1996              | Mysteries: The Impulse Years 1975-1976   | 4-CD compilation of the àlbums Shades, Mysteries, Byablue, and Bop-Be, with outtakes                                      | Impulse!        |
| 1997              | The Impulse Years 1973-1974              | 5-CD compilation of the àlbums Fort Yawuh, Treasure Island, Death and the Flower, and Backhand, with outtakes             | Impulse!        |
| 2002              | rarum I: Selected Recordings             | 2-CD compilation compilation assembled by Jarrett from his ECM catalog                                                    | ECM             |
| 2006              | Keith Jarrett: The Impulse Story         | Single CD compilation from Jarret's 1973-1976 Impulse recordings                                                          | Impulse!        |
| 2008              | Setting Standards: New York Sessions     | 3-CD compilation of the àlbums Standards, Vol. 1 Standards, Vol. 2 and Changes                                            | ECM             |

### Com a acompanyant
With Charles Lloyd
- Dream Weaver (1966, Atlantic)
- Forest Flower (1966, Atlantic)
- The Flowering (1966, Atlantic)
- Charles Lloyd in Europe (1966, Atlantic)
- Love-In (1967, Atlantic)
- Journey Within (1967, Atlantic)
- Charles Lloyd in the Soviet Union (1967, Atlantic)
- Soundtrack (1968, Atlantic)

With Miles Davis
- At Fillmore (1970), a double LP recorded on four consecutive nights at New York's Fillmore East in June 1970
- Live-Evil (1970)
- Get Up With It (1974)
- Directions (1980), a release of previously unavailable recordings
- The Columbia Years: 1955–1985 (1990), mainly a collection of previously issued recordings, including some of the Jack Johnson outtakes cited above
- Miles Electric: A Different Kind of Blue (2004), a 1970 performance at the Isle of Wight festival, released on DVD
- The Cellar Door Sessions (2005), complete recordings of the live sessions that produced the live segments of Live-Evil

With others
- Don Jacoby: Swinging Big Sound (1962)
- Art Blakey & the Jazz Messengers: Buttercorn Lady (1966)
- Marion Williams: Standing Here Wondering Which Way to Go (1971)
- Donal Leace: Donal Leace (1971)
- Airto: Free (1972)
- Freddie Hubbard: Sky Dive (1972)
- Paul Motian: Conception Vessel (1972)
- Kenny Wheeler: Gnu High (1975)
- Charlie Haden: Closeness (1976)
- Gary Peacock: Tales of Another (1977)
- Scott Jarrett: Without Rhyme or Reason (1979)